# Mark Shanon
Mark Shanon, nombre artístico de Manlio Cersosimo, (Roma, 8 de diciembre de 1939-Manziana, 11 de mayo de 2018) fue un actor pornográfico italiano.
Mark Shannon murió en la primera mitad de mayo de 2018, a los 78 años. Su muerte no se informó hasta finales de junio.

## Filmografía (parcial)
- Vino, whisky e acqua salata (1962)
- Motel Confidential (1969)
- Sesso nero (1978)
- Blue Erotic Climax (1980)
- La doppia bocca di Erika (1980)
- Le porno killers (1980)
- Le notti erotiche dei morti viventi (1980)
- Porno Esotic Love (1980)
- Orgasmo nero (1980)
- Super Climax (1980)
- Bocca golosa (1981)
- La dottoressa di campagna (1981)
- Le ereditiere superporno (1981)
- Hard Sensation (1981)
- Labbra bagnate (1981)
- Porno Holocaust (1981)
- Porno lui, erotica lei (1981)
- Valentina, ragazza in calore (1981)
- Caldo profumo di vergine (1981)
- Voglia di sesso (1981)
- Rosso sangue (1981)
- Labbra vogliose (1981)
- Chiamate 6969: taxi per signora (1981)
- Pasiones desenfrenadas (1981)
- PornoVideo (1981)
- Le porno Investigatrici (1981)
- L'infermiera di campagna (1981)
- Caligola - La storia mai raccontata (1982) (no acreditado)
- Stretta e bagnata (1982)
- Triangolo erotico (1982)
- Bathman dal pianeta Eros (1982)
- Messo comunale praticamente spione (1982)
- Love in Hong Kong (1983)
- Margot, la pupa della villa accanto (1983)
- Top Model (1988)
- Incantesimo 7 (2006) (serie TV)